# Аллен, Алфи
А́лфи Э́ван Джеймс А́ллен (англ. Alfie Evan James Allen, род. 12 сентября 1986, Хаммерсмит, Англия) — британский  актёр. Всемирную известность получил благодаря роли Теона Грейджоя в телесериале «Игра престолов».

## Биография
Алфи Аллен родился в округе Хаммерсмит, Лондон. Сын продюсера Элисон Оуэн и валлийского комика и актёра Кита Аллена.
Его старшая сестра Лили Аллен, английская певица и автор песен, написала о нём песню «Алфи», одиннадцатую композицию своего дебютного альбома Alright, Still.
Обучался в школе Виндлшем Хаус (Суссекс), в колледже Сент-Джонс (Портсмут), и в колледже Fine Arts College, в Хампстеде
Является троюродным братом певца Сэма Смита.
В 2017 стало известно, что Алфи встречается с американским диджеем и моделью Элли Тейлз, а в октябре 2018 у них родилась дочь.

## Карьера
Дебютировал в телевизионной комедии Channel 4 «You Are Here» в 1998 году, в соавторстве Ричарда Лукаса и Дэвид Уолльямс. Его отец Кит Аллен, Салли Филлипс и Джон Ронсон также участвовали в создании фильма. Аллен появился вместе со своей сестрой Лили в небольшой роли в кинокартине 1998 года «Елизавета», спродюсированной его матерью. Упоминается в титрах как Arundel’s Son.
В дальнейшем снимался в фильмах «Агент Коди Бэнкс 2: Пункт назначения Лондон» где режиссёром выступал его дядя Кевин Аллен и «Искупление», экранизации романа Иэна Макьюэна. Появился в исторической драме телеканала BBC1 «Лондонский госпиталь», в роли Нобби Кларка.
Начиная с 31 января 2008 года, с Чичестера он заменил Дэниела Рэдклиффа в пьесе «Эквус», возобновляя её гастроли по стране.
В апреле 2009 года он снялся вместе с Джэми Уинстон в видеоклипе на песню «Dust Devil» группы Madness. У него также была роль в телефильме канала BBC2 «Свободное падение».
В августе 2009 года было объявлено что Аллен сыграет Теона Грейджоя в телесериале HBO «Игра престолов», по серии книг Джорджа Мартина «Песнь Льда и Огня». Изначально актёр проходил пробы на роль Джона Сноу.
В 2010 году участвовал в фильмах «Powder», «Дитя» и «Парень с душой».
В феврале 2017 года Алфи Аллен присоединился к актёрскому составу фильма «Хищник», премьера которого состоялась в сентябре 2018 года.

## Фильмография
| Год       |     | Русское название                            | Оригинальное название                  | Роль                        |
| --------- | --- | ------------------------------------------- | -------------------------------------- | --------------------------- |
| 1988      | с   |                                             | The Comic Strip Presents...            | Ребенок                     |
| 1998      | ф   | Елизавета                                   | Elizabeth                              | Сын Арундела                |
| 1998      | тф  |                                             | You Are Here                           | Сын                         |
| 2004      | ф   | Агент Коди Бэнкс 2: Пункт назначения Лондон | Agent Cody Banks 2:Destination London  | Йохан Беркгамп              |
| 2005      | ф   | В дурмане                                   | Stoned                                 | Гарри                       |
| 2005      | с   | Золотой час                                 | The Golden Hour                        | Клайв                       |
| 2005      | с   | Инспектор Джерико                           | Jericho                                | Альберт Холл                |
| 2005      | ф   | Легкий способ бросить курить Аллена Карра   | Allen Carr's - Easyway to Stop Smoking | подросток                   |
| 2006      | ф   | Чемпионат 66 года                           | Sixty Six                              | Младший Тут                 |
| 2006      | кор | Черешни                                     | Cherries                               | Джеймс                      |
| 2007      | ф   | Искупление                                  | Atonement                              | Дэнни Хардман               |
| 2007      | тф  | Дворец Джо                                  | Joe's Palace                           | Джейсон                     |
| 2008      | ф   | Еще одна из рода Болейн                     | The Other Boleyn Girl                  | Посланник короля            |
| 2008      | ф   | Воспоминания неудачника                     | Flashbacks of a Fool                   | Кевин Хаббл                 |
| 2008      | с   | Лондонский госпиталь                        | Casualty 1907                          | Нобби Кларк                 |
| 2008      | с   | Подъем                                      | Coming Up                              | Адамс                       |
| 2009      | тф  | Свободное падение                           | Freefall                               | Иэн                         |
| 2009      | ф   | Буги-вуги                                   | Boogie Woogie                          | Фотограф                    |
| 2010      | ф   | Фристайл                                    | Freestyle                              | Гез                         |
| 2010      | ф   | Дитя                                        | The Kid                                | Доминик                     |
| 2010      | ф   | Парень с душой                              | SoulBoy                                | Расс Маунтджой              |
| 2010      | с   | Двигаясь вперед                             | Moving On                              | Дейв                        |
| 2010      | с   | Обвиняемые                                  | Accused                                | Майкл Лэнг                  |
| 2011      | ф   | Порошок                                     | Powder                                 | Уизер                       |
| 2011—2019 | с   | Игра престолов                              | Game of Thrones                        | Теон Грейджой / «Вонючка»   |
| 2013      | кор |                                             | She-Ra with Kylie Minogue              | Скелли                      |
| 2013      | ф   |                                             | Confine                                | Генри                       |
| 2013      | кор | Тело                                        | The Body                               | Человек                     |
| 2014      | ф   | Пластик                                     | Plastic                                | Ятси                        |
| 2014      | ф   | Джон Уик                                    | John Wick                              | Иосиф Тарасов               |
| 2016      | ф   | Пандемия                                    | Pandemic                               | Фредерик Уилер              |
| 2016      | с   | Близко к врагу                              | Close to the Enemy                     | Рингвуд                     |
| 2018      | ф   | Хищник                                      | The Predator                           | Линч                        |
| 2019      | ф   | Кролик Джоджо                               | Jojo Rabbit                            | унтер-офицер Фредди Финкель |
| 2021      | ф   | Клыки ночи                                  | Night Teeth                            | Виктор                      |
| 2022      | с   | САС: Неизвестные герои                      | SAS: Rogue Heroes                      | лейтенант Джок Льюис        |

## Награды и номинации
| Награды и номинации | Награды и номинации                  | Награды и номинации                                       | Награды и номинации | Награды и номинации | Награды и номинации |
| Год                 | Награда                              | Категория                                                 | Фильм или сериал    | Результат           | Примечания          |
| ------------------- | ------------------------------------ | --------------------------------------------------------- | ------------------- | ------------------- | ------------------- |
| 2011                | Scream 2011                          | Лучший актёрский ансамбль                                 | Игра престолов      | Номинация           | [ 18 ]              |
| 2012                | Премия Гильдии киноактёров США       | Лучший актёрский состав в драматическом сериале           | Игра престолов      | Номинация           | [ 19 ]              |
| 2014                | Премия Гильдии киноактёров США       | Лучший актёрский состав в драматическом сериале           | Игра престолов      | Номинация           | [ 20 ]              |
| 2014                | CinEuphoria Awards                   | Лучший актер в короткометражном фильме                    | Тело                | Номинация           |                     |
| 2015                | Online Film & Television Association | Лучшая мужская роль второго плана в драматическом сериале | Игра престолов      | Номинация           |                     |
| 2016                | Премия Гильдии киноактёров США       | Лучший актёрский состав в драматическом сериале           | Игра престолов      | Номинация           | [ 21 ]              |
| 2020                | Премия Гильдии киноактёров США       | Лучший актёрский состав в драматическом сериале           | Игра престолов      | Номинация           | [ 22 ]              |
| 2020                | CinEuphoria Awards                   | Почётная награда                                          | Игра престолов      | Победа              | [ 23 ]              |